# مات فراي
مات فراي (26 سبتمبر 1990 في المملكة المتحدة - ) (بالإنجليزية: Matt Fry)‏ هو لاعب كرة قدم بريطاني في مركز الدفاع. لعب مع برادفورد سيتي وتشارلتون أثلتيك ونادي غيلينغهام ووست هام يونايتد وبرينتري تاون ونادي دارتفورد وEastleigh F.C. ‏ ونادي تشيلمسفورد وكونكورد رينجرز.

## وصلات خارجية
- مات فراي على موقع قاعدة بيانات كرة القدم.إي يو (الإنجليزية)
- مات فراي على موقع Soccerbase.com (لاعب) (الإنجليزية)
- مات فراي على موقع Soccerway.com (الإنجليزية)